# Grenola (Kansas)
Grenola – miasto w Stanach Zjednoczonych, w Kansas, w hrabstwie Elk.